# Basílica de Santa Teresinha do Menino Jesus, Cairo
A Basílica de Santa Teresinha do Menino Jesus é uma basílica menor católica romana no Cairo, Egito, dedicada a Teresa de Lisieux. A pedra fundamental da igreja foi lançada em 1931 e a construção foi concluída em 1932. A igreja está sob a circunscrição do Vicariato Apostólico de Alexandria do Egito. Foi decretada basílica em 8 de julho de 1972. Santa Teresinha é bem conhecida tanto entre os católicos egípcios quanto entre os coptas. Centenas de tábuas votivas cobrindo as paredes da cripta testemunham a intercessão concedida da santa. A estação de metrô perto da basílica tem o nome de Santa Teresa.

## Literatura
- Manfred Karl Böhm: Eine beliebte Pilgeroase an den Ufern des Nils. Das Heiligtum "St. Theresia vom Kinde Jesus" in Kairo, in: Theresien-Kalender 1995 (70. Jahrgang), S.43-44.